# Джекі Купер
Джекі Купер (англ. Jackie Cooper; 15 вересня 1922 — 3 травня 2011) — американський актор, телевізійний режисер і продюсер. Успіху він досяг ще дитиною, на студіях «Paramount» і «MGM», де з'явився у фільмах «Скіппі» (1931), за роль в якому він був номінований на премію «Оскар» (перша дитина в історії кінематографа), «Чемпіон» (1931), «Острів скарбів» (1934), «Той самий вік» (1938) і ще в десятці інших кінокартин.
У 1950-х роках актор перейшов на телебачення, де надалі знімався в різних телевізійних шоу і серіалах, серед яких «Поліцейська історія», «Залізна сторона» і «Вона написала вбивство». Нова хвиля популярності наздогнала його в кінці 1970-х, коли Джекі Купер виконав роль журналіста Перрі Вайта в блокбастері «Супермен» і в трьох його продовженнях. У 1989 році Джекі Купер заявив про свій відхід з кіно, після чого зайнявся підготовкою скакових коней в Каліфорнії. Його внесок у кінематограф відзначений зіркою на Голлівудській алеї слави.
Джекі Купер помер 3 травня 2011 року в Санта-Моніці у 88 років.

## Вибрана фільмографія
- 1931: Скіппі / Skippy
- 1931: Чемпіон / The Champ
- 1931: Різдвяна вечірка / The Christmas Party
- 1931: Вечірка на день народження Джекі Купера / Jackie Cooper's Birthday Party
- 1932: Розлучення в сім'ї / Divorce in the Family
- 1933: Одинокий ковбой / Lone Cowboy
- 1933: Бродвей в Голлівуді /
- 1933: Хутір / The Bowery
- 1934: Острів скарбів / Treasure Island
- 1935: Хлопець О'Шонессі / O'Shaughnessy's Boy
- 1936: Диявол у спідниці / The Devil Is a Sissy
- 1947: Тут був Кілрой / Kilroy Was Here
- 1978: Супермен / Superman
- 1978: Супермен 2 / Superman II
- 1983: Супермен 3 / Superman III
- 1987: Супермен 4: У пошуках миру / Superman IV: The Quest for Peace